# Dawn of Ashes
Dawn of Ashes est un groupe de metal industriel américain originaire de Los Angeles, Californie fondé en 2000. Le modus operandi actuel du groupe s'inspire des paroles horrifiques et de thèmes visuels d'horreur à travers des structures metal industriels.
Le terme de « Dawn of Ashes » en anglais est une métaphore allégorique qui signifie « commencement de la fin. »

## Biographie

### Débuts
Fondé en 2000, le concept initial de Dawn of Ashes se concentre sur la production d'une musique électronique dark basée sur des thèmes d'horreur, caractérisée par des paroles émanant de films d'horreur. Dans une entrevue effectuée cinq ans avant la parution de l'EP Sacred Fever, Dawn of Ashes engage de nouveaux membres : Joey-Tekk et Bahemoth après de nombreux changements dans le line-up. Sacred Fever, commercialisé en 2005, avec 14 musiques en un EP démo, présente une sonorité EBM qui définira thématiquement et lyriquement Dawn of Ashes. Cette démo permet au groupe de signer au label allemand NoiTekk avec une distribution américaine via COP International et une distribution russe via Gravitator Records. À la suite de cette signature, le groupe fait paraître son premier album In the Acts of Violence (2006).
En 2007, Joey-Tekk quitte le groupe et une nouvelle membre est ajoutée, Rayne. L'album à venir est en cours et un nouveau logo est créé le 3 mars 2007. L'album, intitulé The Crypt Injection est ensuite commercialisé. Par la suite, Dawn of Ashes compose un nombre de remixes pour d'autres comme notamment Suicide Commando, Grendel, Regenerator, Neikka RPM, FGFC820, Helalyn Flowers, et Retractor.

### Phase black metal mélodique
Fin 2008, Dawn of Ashes annonce un nouveau line-up et une nouvelle direction dans la sonorité du groupe - le black metal mélodique, via leur page officielle MySpace. Les membres du groupe sont remplacés par Rahab et Volkar Kael en 2010 pour l'enregistrement de Genocide Chapters. Commercialisé au label Metal Blade Records, Genocide Chapters est acclamé pour sa fantastique production,. Cependant, un autre changement dans le line-up s'effectue avec le départ de Rahab pour Othuum en 2010, qui rejoindra ensuite la tournée Darkness Reborn Tour aux côtés de Dimmu Borgir, Enslaved et Blood Red Throne. La tournée permet au groupe d'augmenter le nombre de ses fans.

### Phase black metal mélodique/industriel
Avant son départ de Metal Blade Records, Dawn of Ashes fait paraître l'EP Farewell to the Flesh, une compilation qui voit le retour aux origines avec des éléments de musique électronique. Peu après sa parution, Othuum et Volkar Kael quittent le groupe à la suite de différences de goûts musicaux. Dawn of Ashes prend le temps de tourner un vidéoclip pour le titre Fuck Like You’re in Hell, montrant ainsi le goût de Kristof pour l'horreur. Syrus, le nouveau guitariste, rejoint le groupe en 2012, et travaille aux côtés de Chris Vrenna.

## Discographie
- Dawn of Ashes (EP 5 titres)
- Sacred Fever (2005)
- In the Acts of Violence (2006)
- The Crypt Injection (2007)
- Genocide Chapters (2011)
- Farewell to the Flesh (2012) (format digital uniquement)
- Hollywood Made in Gehenna (2012) (EP 7 titres)
- Anathema (2013)
- Theophany (2016)
- Daemonolatry Gnosis (2017)
- The Crypt Injection II (Non Serviam) (2019)
- The Antinomian (2020)
- Scars of the Broken (2022)
- Reopening the Scars (2024)